# Ferendia

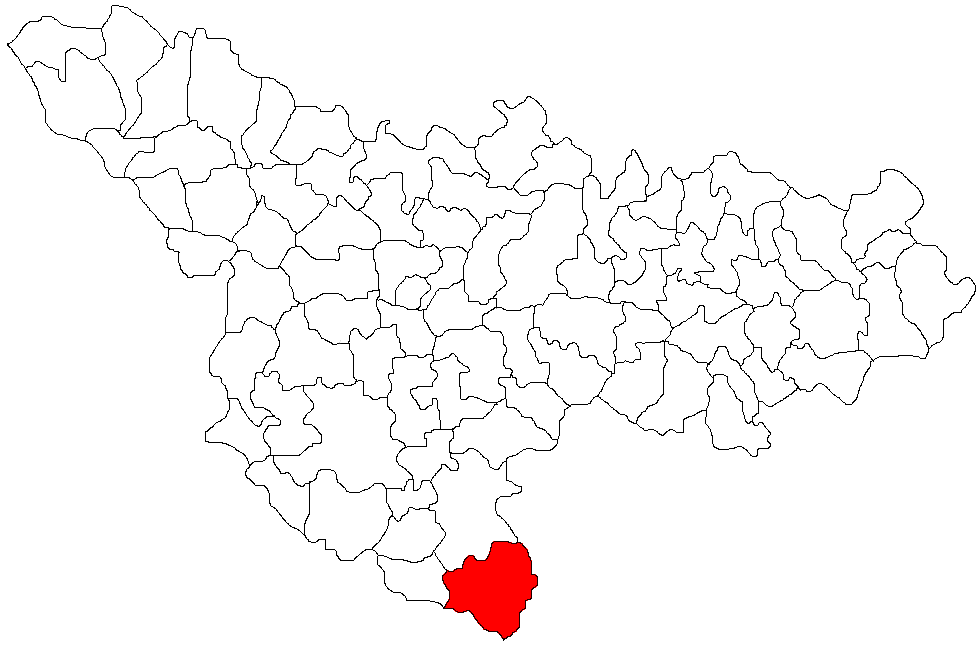
Lage der Gemeinde Jamu Mare im Kreis Timiș

Ferendia (deutsch Ferendin, ungarisch Ferend) ist ein Dorf im Kreis Timiș, Banat, Rumänien. Ferendia gehört zur Gemeinde Jamu Mare.

## Geografische Lage
Ferendia liegt im Süden des Kreises Timiș, an der Grenze zum Kreis Caraș-Severin, 16 Kilometer südlich von Gătaia und 70 Kilometer südöstlich von Timișoara.

## Nachbarorte
| Șemlacu Mare | Măureni                                     | Fizeș        |
| Percosova    | Kompassrose, die auf Nachbargemeinden zeigt | Tirol        |
| Jamu Mare    | Clopodia                                    | Surducu Mare |

## Geschichte
Der Ort Werendin wurde 1680–1700 erstmals von dem Gelehrten Luigi Ferdinando Marsigli erwähnt, als er dem Distrikt Werschetz angehörte. Auf der Josephinischen Landaufnahme von 1717 ist Werendin  ein walachisches Dorf mit 30 Häusern. Nach dem Frieden von Passarowitz (1718), als das Banat eine Habsburger Krondomäne wurde, war Werendin Teil des Temescher Banats. Auf der Mercy-Karte von 1723 ist Firendia und auf der Griselini-Karte von 1774 Ferendia eingetragen.
Zu den Gutsherren von Ferendia gehörten 1880 Ladislaus Markovics, 1885 Graf Zichy, 1890 Graf Adolf Schönberg und 1900 der Baron Szent Ivanyi-Oszkar. Letzterer wurde während der Bodenreform von 1923 enteignet, sein Gut parzelliert und an die Bauern im Dorf verkauft.

## Demografie
| 1880 | 1227 | 1028 | 152 | 29  | 18 |
| 1910 | 1880 | 1337 | 269 | 242 | 32 |
| 1930 | 1515 | 1217 | 221 | 45  | 32 |
| 1977 | 890  | 790  | 88  | 5   | 7  |
| 2002 | 510  | 479  | 25  | 1   | 5  |